# 聖霊運動
聖霊運動（せいれいうんどう）とは、聖霊によるキリスト教会の刷新を求める運動。20世紀以降は教派としても形成されるようになり、ペンテコステ派、カリスマ運動、聖霊の第三の波は総称して聖霊派と呼ばれることがある。歴史的キリスト教会は聖霊を礼拝の対象である三位一体の第三位格の神と信じており、あまねくキリスト教会で認められる使徒信条、ニカイア・コンスタンティノポリス信条など古代信条は、いずれも聖霊を信じると告白している。だが中世のローマ・カトリック教会は、聖霊を教会の秘跡を通してのみ働くものととらえるようになり、聖霊との人格的な関係が強調されなくなったと言われている。また教会史の聖霊運動の中に、明らかな行き過ぎや誤り、分派も見られた。

## 各地の聖霊運動

### モンタノス派
2世紀頃のモンタノス派は恍惚状態で、異言、預言をしたといわれる。

### ネストリウス派
4世紀のネストリウス派をカリスマ運動の先駆とし、カリスマ運動こそネストリウス派の再興であると手束正昭によって見なされている。

### ローマ・カトリック
主流とは別に神秘主義の流れがあった。偽ディオニシウス・アレオパギタ、エックハルトの思弁的神秘主義と、クレルヴォーのベルナルドゥス、ボナベントゥラ、トマス・ア・ケンピスの信仰的神秘主義である。

### 宗教改革
ルター、ジャン・カルヴァンは、異言や奇蹟を否定したが、再生論、内的証明における聖霊の御業を強調した。

### ユグノー
17世紀のカミザールの乱の時代、少女や子どもが恍惚状態で預言をしてユグノーを導き、「預言者」と呼ばれた。

### フレンド派
フレンド派は、内なる光を強調した。その創始者ジョージ・フォックスは幻も見たという。

### 敬虔主義
敬虔主義の一部も聖霊運動と見なされる 。

### スコットランド
19世紀、スコットランド長老教会の牧師であったエドワード・アービングは、預言、異言、いやし、奇蹟を実践し、アーヴィング主義（Irvingism）と呼ばれるようになった。一般にカトリック使徒教会 (w:Catholic Apostolic Church) の形成と関わりがあるとされている。

### ウェールズ
ウェールズのリバイバルで未来のことがらを預言する牧師がいた。

### 正教会
19世紀のロシア正教会で「聖霊の傾注」が起こった（ただし正教側はこのような見解をとらず、あくまで聖霊派による見解である）。聖霊のバプテスマを受けたロシア人は異言や預言を語り、アルメニア教会（アルメニア正教会）にも伝えたという。これはアメリカ合衆国のペンテコステ派とカリスマ運動につながったとされる。